# Novas Xeracións
Novas Xeracións de Galicia (Nuevas Generaciones de Galicia), llamada anteriormente Novas Xeracións, es la organización juvenil del Partido Popular de Galicia. 
Se autodefine como "de centro reformista con vocación galleguista dentro de la filosofía del humanismo cristiano y de los valores de la libertad y de la democracia".
Su presidente es Adrián Pardo y su secretario general es Iago Acuña.